# 第116師団 (日本軍)
第116師団（だいひゃくじゅうろくしだん）は、大日本帝国陸軍の師団の一つ。

## 沿革
日中戦争勃発後の1938年（昭和13年）5月15日に京都で留守第16師団の担当で編成された特設師団である。編成後、直ちに中支那派遣軍戦闘序列に編入中国戦線に派遣され華中に進出、歩兵4個大隊を基幹に石原支隊が編成され武漢作戦に参戦した。武漢作戦後は華中での警備に当たり、中支那派遣軍廃止後第13軍戦闘序列に編入された。
太平洋戦争開戦後も第13軍隷下華中に在りこの方面のさまざまな作戦に参加した。1944年（昭和19年）10月には第20軍戦闘序列に編入され、大陸打通作戦第二段湘桂作戦の衡陽攻略に参加、約40日間にわたる攻防で多大な損害を被ったが中国軍の抵抗を排除し占領に成功した。その後飛行場破壊作戦などに参加、同地の警備をしているなかで終戦を迎えた。
師団は当初、歩兵第109連隊・歩兵第120連隊・歩兵第133連隊・歩兵第138連隊を隷下に持つ歩兵4個連隊制師団として編成されたが、1942年（昭和17年）12月には歩兵第138連隊を第31師団に転用、歩兵3個連隊制師団に改編された。

## 師団概要

### 歴代師団長
- 清水喜重 予備役中将：1938年（昭和13年）5月15日 - 1939年（昭和14年）5月19日
- 篠原誠一郎 中将：1939年（昭和14年）5月19日 - 1941年（昭和16年）10月15日
- 武内俊二郎 中将：1941年（昭和16年）10月15日 - 1943年（昭和18年）6月10日
- 岩永汪 中将：1943年（昭和18年）6月10日 - 1945年（昭和20年）3月9日
- 菱田元四郎 中将：1945年（昭和20年）3月9日 - 終戦

### 参謀長
- 三島義一郎 砲兵大佐：1938年（昭和13年）5月15日 - 1939年3月9日[1]
- 山田卓爾 歩兵大佐：1939年（昭和14年）3月9日[2] - 1940年8月1日
- 大須賀応 砲兵大佐：1940年（昭和15年）8月1日[3] - 1941年8月5日
- 山田卓爾 大佐：1941年（昭和16年）8月5日[4] - 1943年12月3日[5]
- 立薗栄造 大佐：1943年（昭和18年）12月3日 - 終戦[6]

### 最終所属部隊
- 歩兵第109連隊（京都）：瀧寺保三郎大佐
- 歩兵第120連隊（福知山）：児玉忠雄大佐
- 歩兵第133連隊（津）：加川勝永大佐
- 野砲兵第122連隊：安井清大佐
- 工兵第116連隊：池田金太郎大佐
- 輜重兵第116連隊：南喜代彦大佐
- 第116師団通信隊
- 第116師団衛生隊：井村煕中佐
- 第116師団第1野戦病院：小山倫夫軍医少佐
- 第116師団第2野戦病院：副島順造軍医少佐
- 第116師団第4野戦病院：阿久津澄義軍医少佐